# فرمیون مایورانا
یک فرمیون مایورانا, که گاهی ذره مایورانا نیز خوانده می‌شود. یک فرمیون است که پادذره خودش است. اولین بار توسط اتوره مایورانا در سال ۱۹۳۷ پیشنهاد شد. این اصطلاح در مقابل فرمیون دیراک به کار می‌رود که در آن فرمیون‌ها پادذره خودشان نیستند.
تمام فرمیون‌های مدل استاندارد به جز نوترینو در انرژی پایین به صورت فرمیون دیراک رفتار می‌کنند (به خاطر سازوکار هیگز), اما طبیعت نوترینو مشخص نیست و ممکن است دیراک یا مایورانا باشد. در فیزیک ماده چگال فرمیون‌های مایورانا می‌توانند به عنوان شبه‌ذره برانگیخته در ابررسانایی وجود داشته باشند و می‌توانند تراز پیوندی مایورانا تشکیل دهند و از آمار غیرآبلی تبعیت کنند.